# بريطانيا العظمى في الألعاب الأولمبية
بريطانيا العظمى في الألعاب الأولمبية للأولمبياد قيمة كبيرة في بريطانيا العظمى، اللجنة الأولمبية البريطانية هي المسؤولة عن مشاركة بريطانيا في الألعاب الأولمبية، الرياضيون البريطانيون كانوا يأتون من دول المملكة المتحدة وأقاليم ما وراء البحار البريطانية، تعتبر بريطانيا من أكثر الدول نجاحاً في الألعاب الأولمبية، حيث أنها تحتل المرتبة الثالثة من حيث أكثر الدول الحاصلة على ميداليات، كما أن مدينة لندن عاصمة بريطانيا تعتبر أكثر مدينة إستضافت الأولمبياد الصيفية في الألعاب الأولمبية الصيفية 1908 والألعاب الأولمبية الصيفية 1948 والألعاب الأولمبية الصيفية 2012، كما أن بريطانيا هي واحدة من 3 دول فقط (مع فرنسا وسويسرا) التي شاركت في جميع دورات الألعاب الأولمبية الصيفية منذ 1896 وحتى الآن، إضافة أن بريطانيا شاركت أيضاً في جميع دورات الألعاب الأولمبية الشتوية منذ انطلاقها في سنة 1924، أغلب ميداليات بريطانيا هي في ألعاب قوى وسباق الدراجات الهوائية والتجديف ورياضات أخرى، أفضل مركز إحتلته بريطانيا كان في دورة الألعاب الأولمبية الصيفية 1908 في لندن حيث إحتلت المركز الأول ب146 ميدالية منها 56 ميدالية ذهبية وأسوء مركز كان في الألعاب الأولمبية الصيفية 1996 في أتالانتا في الولايات المتحدة حيث إحتلت المركز 34 ولم تفز إلا بميدالية ذهبية واحدة في تلك، وفي أخر دورة في 2012 إحتلت بريطانيا المركز الثالث حيث تمكنت من تخطي روسيا بعد فوزها 65 ميدالية منها 29 ميدالية ذهبية لتكون بذلك ثاني أكثر ميداليات فازت بها بريطانيا، في الألعاب الأولمبية الشتوية أفضل مركز كان في أول دورة في الألعاب الأولمبية الشتوية 1924 في شاموني في فرنسا حيث إحتلت المركز السادس، أفضل الرياضيين الأولمبيين ألذين مثلوا بريطانيا هم ستيف ريدغريف في التجديف و كريس هوي وبرادلي ويغينز في الدراجات الهوائية و محمد فرح في ألعاب القوى.

## اقرأ أيضاً
- الرياضة في المملكة المتحدة
- الرياضة في إنجلترا